# Apsilochorema epimetheus
Apsilochorema epimetheus is een schietmot uit de
familie Hydrobiosidae. De soort komt voor in het Oriëntaals gebied.